# Угольщик (судно)

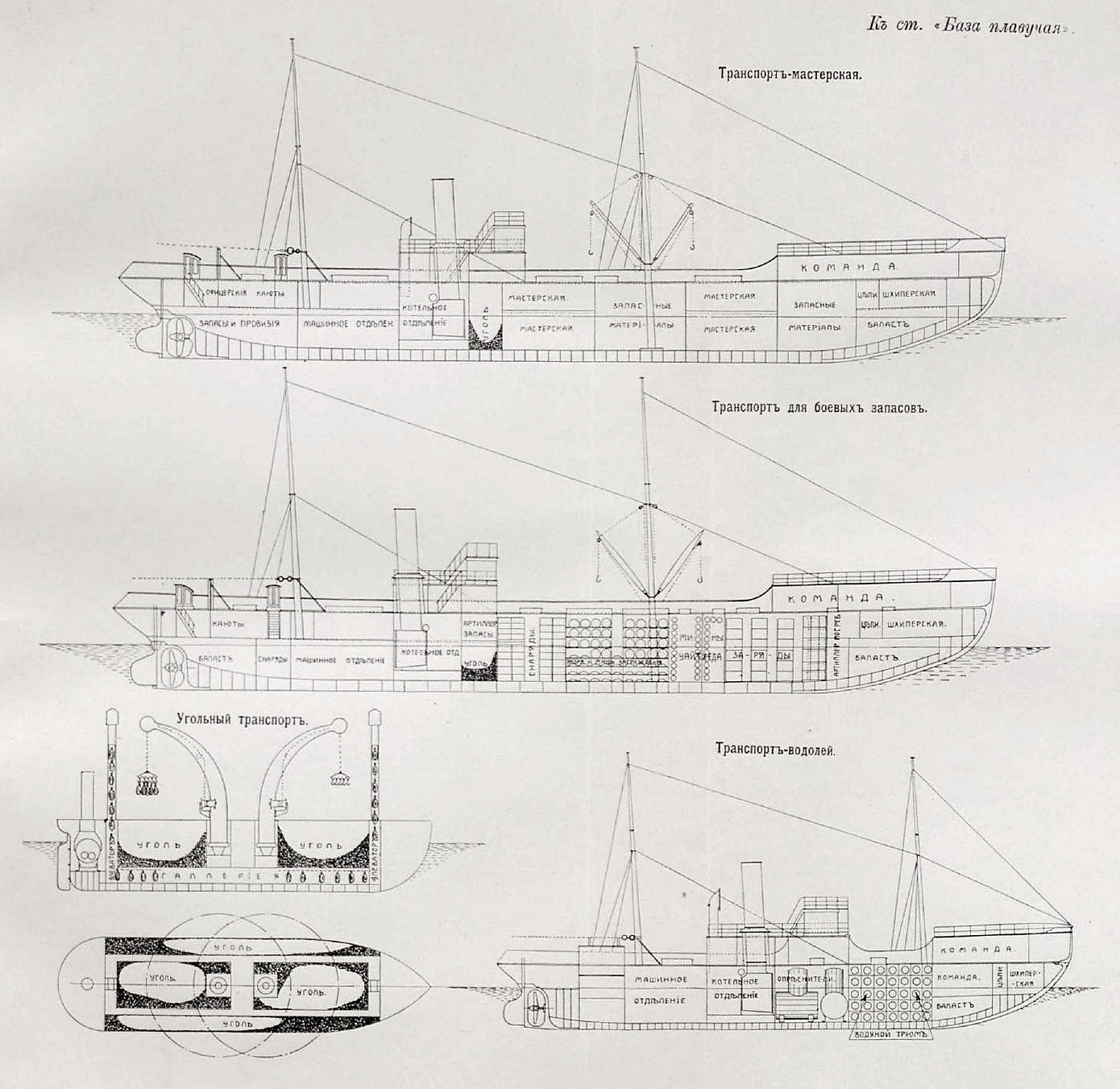
Рисунок из статьи «База морская»
(«Военная энциклопедия Сытина»)

Угольщик, иногда углевоз (англ. Collier) — тип судна специальной конструкции, предназначенный для перевозки угля насыпью.
Угольщики имеют большие грузовые люки почти по ширине судна и продольные переборки в диаметральной плоскости в просветах между люками, препятствующие пересыпанию угля в трюмах при качке. Для увеличения осадки при следовании порожнем в обратном рейсе предусматриваются подпалубные и бортовые цистерны. Капитанский мостик, жилые помещения и машинное отделение находятся, как правило, в кормовой части судна.
Был распространен во времена, когда уголь был основным топливом паровых машин. Обычно не предусматривал специальных приспособлений для бункеровки, рассчитывая на береговую механизацию и физический труд грузчиков и команд.
Из-за низкой эффективности угольных котлов и самих паровых машин угольщик оказывал значительное влияние на мобильность пароходов, особенно боевых кораблей. Так, недостаток угольщиков систематически задерживал поход 2-й Тихоокеанской эскадры и в итоге существенно повлиял на исход Русско-японской войны.
По той же причине ведущие морские державы в конце XIX — начале XX в поддерживали сеть пунктов бункеровки по всему миру. Её элементами были угольные гавани и суда-угольщики.
В XX веке угольщиками моряки также называли различные суда с котлами на угле, в отличие от судов с паросиловыми установками, работающими на жидком топливе.